# Center Township (comté de Cedar, Iowa)
Center Township est un township, du comté de Cedar en Iowa, aux États-Unis,.
Le township est fondé en 1841.

## Source de la traduction
- (en) Cet article est partiellement ou en totalité issu de l’article de Wikipédia en anglais intitulé « Center Township, Cedar County, Iowa » (voir la liste des auteurs).